# سهير سلطي التل
سهير سلطي صالح التل هي كاتبة وأديبة أردنية لها العديد من المؤلفات القصصية والمسرحية  ولدت سهير سلطي صالح مصطفى التل سنة 1952 في إربد. وهي خبيرة مختصة بالبحوث والدراسات النسوية وحقوق الإنسان وهي من جنسية أردنية والدها هو سلطي صالح التل وله عدد من القصائد والأشعار  ومن أبناء عمومتها أحمد يوسف التل.

## حياتها المهنية
عملت في صحف أردنية وعربية لمدة تزيد عن 15 سنة، وراسلت صحف عربية في عمان، ثم انقلت إلى العمل الإداري في وزارة الثقافة لمدة تزيد عن 14 عام، وشغلت عدة مناصب خلال هذه الفترة منها: مديرة مديرية المهرجانات والمعارض والمؤتمرات. ومديرة مديرية الدراسات في دائرة المكتبة الوطنية، ومستشارة مسؤولة عن ملف الثقافة المجتمعية والتنمية الثقافية.

## إنجازاتها
حصلت على الجائزة الدولة التشجيعية في حقل المعلومات الاجتماعية (دراسات عن المرأة) من وزارة الثقافة سنة 2002 عن دراستها: «مدينة الورد والحجر: دراسة في بعض أنماط الجريمة المتعلقة بالجنس في المجتمع الأردني».

## دراستها
حصلت على شهادة البكالوريوس في الصحافة ثم شهادة المجاستير في الفلسفة من الجامعة الأردنية سنة 1995، ثم شهادة الدكتورة في التخصص نفسه من جامعة اليسوعية بلبنان سنة 2004.

## مؤلفاتها
لها عدد من الكتب والكاتبات القصصية والمسرحية، كتب ومؤلفات أخرى:
- حركة القوميين وانعطافاتها الفكرية
- تاريخ الحركة النسائية بالأردن 1944-2008
- العيد ياتي سرا (قصص) 1982
- مقدمات حول قضية المرأة (دراسة)
- المشنقة (مجموعة قصصية)
- مدينة الورد والحجر
- نص الحياة وقصص
- المرأة العربية والمشاركة السياسية